# Superhuman (canção de NCT 127)
Superhuman (em coreano: 슈퍼 휴먼) é uma música gravada pela boy band sul-coreana NCT 127, a sub-unit da boy band ilimitada NCT da SM Entertainment, sediada em Seul. Foi lançado em 24 de maio de 2019 pela SM Entertainment como o single principal da quarta extended play do grupo, We Are Superhuman . O videoclipe da música é um dos videoclipes online mais vistos do grupo nas primeiras 24 horas após o lançamento, com 3,1 milhões de visualizações.

## Histórico e lançamento
Em 18 de abril de 2019, o NCT 127 divulgou um comunicado nas contas oficiais do grupo no Twitter e no Instagram simultaneamente, anunciando que seu quarto jogo estendido, We Are Superhuman, seria lançado em 24 de maio de 2019. A imagem inicial do teaser que foi lançada incluía apenas nove membros do grupo de dez membros: Taeil, Johnny, Taeyong, Yuta, Doyoung, Jaehyun, Jungwoo, Mark e Haechan. Mais tarde, naquele mesmo dia, foi anunciado que Winwin não participaria desse comeback, devido ao fato de que ele estava se preparando para estrear com a WayV, sub-unit chinesa da NCT.

## Promoção
Um teaser de 30 segundos para o videoclipe foi lançado em 22 de maio de 2019 e apresentava fotos em close de todos os membros, bem como cenas do próprio videoclipe. O videoclipe oficial foi lançado no YouTube dois dias depois, em 24 de maio de 2019 às 12h KST. O grupo cantou a música pela primeira vez ao vivo em 18 de abril de 2019 como convidados musicais no Good Morning America (tornando-os apenas o terceiro grupo K-Pop a se apresentar no show)  e também a executou em um episódio de The Late Late Show com James Corden que foi ao ar em 14 de maio de 2019. O NCT 127 começou suas promoções coreanas para o single em 24 de maio de 2019 no Music Bank. Além disso, eles tocaram Superhuman no Show! Music Core, Inkigayo e The Show.

## Composição
A canção foi escrita e produzida pelos produtores coreanos TAK e 1Take, conhecidos por seus fortes sintetizadores de marreta com uma base eletro-dance glitchy, e pelo compositor Adrian McKinnon de LA, que já escreveu canções para outros artistas da SM Entertainment, incluindo: SHINee, EXO e f (x) . Park Sung Hee, Lee Suran, JQ, 아멜리 e Rick Bridges foram responsáveis pelas letras.

## Críticas e Recepção
De acordo com Tamar Herman da Billboard, "Superhuman" é uma faixa eletropop vibrante orientada para o hiphop complexo, com um refrão poderoso e declarativo.
Crystal Bell, da MTV, descreve o single como uma "música nu-disco que pulsa com energia, das harmonias isoladas que abrem e fecham a faixa - um antigo florescimento da SM Entertainment que grupos como TVXQ, Shinhwa e SHINee, todos empregaram - - aos sintetizadores em constante mudança que progridem com tanto vigor e o groove profundo e sujo que penetra em sua alma. A faixa é brilhante, cintilante esplendor e o visual futurístico estala com a mesma intensidade.

## Desempenho gráfico
"Superhuman" estreou no número 117 na Gaon Digital Chart. Além disso, a canção estreou no número 3 na parada World Digital Song Sales, com mil downloads vendidos, tornando-se a sétima música do grupo top-ten na parada.

## Elogios
| Crítica/Publicação | Lista                                         | Classificação | Ref.   |
| ------------------ | --------------------------------------------- | ------------- | ------ |
| Dazed              | The 20 best K-pop songs of 2019               | 6             | [ 9 ]  |
| Hypebae            | The Best K-pop Songs and Music Videos of 2019 | —             | [ 10 ] |
| SBS PopAsia        | Top 100 Asian pop songs of 2019               | 26            | [ 11 ] |

| Programa                  | Data                | Ref.   |
| ------------------------- | ------------------- | ------ |
| Music Bank (KBS)          | 7 de junho de 2019  | [ 12 ] |
| Show Champion (MBC Music) | 12 de junho de 2019 | [ 13 ] |

## Gráficos
| Gráfico (2018)                       | Melhor posição |
| ------------------------------------ | -------------- |
| Japão ( Japan Hot 100 )              | 90             |
| Coreia do Sul ( Gaon )               | 117            |
| Coreia do Sul ( Kpop Hot 100 )       | 13             |
| US World Digital Songs ( Billboard ) | 3              |